# لانه‌پیتانت
لانه‌پیتانت (انگلیسی: Lanepitant) دارویی است که به عنوان یک آنتاگونیست انتخابی برای گیرنده NK1 عمل می‌کند.